# Brigitte Schori
Brigitte Schori es una deportista suiza que compitió en curling. Ganó una medalla de plata en el Campeonato Europeo de Curling Femenino de 2004.

## Palmarés internacional
| Campeonato Europeo | Campeonato Europeo | Campeonato Europeo | Campeonato Europeo |
| Año                | Lugar              | Medalla            | Prueba             |
| ------------------ | ------------------ | ------------------ | ------------------ |
| 2004               | Sofía (Bulgaria)   | Medalla de plata   | Equipo             |